# Gnomidolon lansbergei
Gnomidolon lansbergei är en skalbaggsart som först beskrevs av Thomson 1867.  Gnomidolon lansbergei ingår i släktet Gnomidolon och familjen långhorningar.
Artens utbredningsområde är Venezuela. Inga underarter finns listade i Catalogue of Life.